# Mean time between failures
Mean time between failures (MTBF) er den forudsagte forløbne tid mellem iboende fejl i et mekanisk eller elektronisk system under normal systemdrift. MTBF kan beregnes som det aritmetiske gennemsnit (gennemsnitlige) tid mellem fejl i et system. Udtrykket bruges om systemer, der kan repareres, mens mean time to failure (MTTF) angiver den forventede tid til fejl for et system, der ikke kan repareres.
Definitionen af MTBF afhænger af definitionen af, hvad der betragtes som en fejl. For komplekse systemer, der kan repareres, anses fejl for at være fejl, der er uden for designforhold, som sætter systemet ud af drift og i en tilstand til reparation. Fejl, der opstår, som kan efterlades eller vedligeholdes i en ikke-repareret tilstand, og som ikke sætter systemet ud af drift, betragtes ikke som fejl under denne definition. Derudover betragtes enheder, der tages ned til rutinemæssig planlagt vedligeholdelse eller lagerkontrol, ikke inden for definitionen af fejl. Jo højere MTBF, jo længere vil et system sandsynligvis virke, før det fejler.